# GJ 3323
GJ 3323 — звезда в созвездии Эридана. Находится на расстоянии около 20,7 световых лет от Солнца. Это одна из ближайших к нам звёзд.

## Характеристики
GJ 3323 — тусклая звезда 12,15 величины, не видимая невооружённым глазом. Это относительно холодный красный карлик, имеющий массу, равную 15 % массы Солнца. У GJ 3323 обнаружено две планеты. GJ 3323 b имеет период 5,36 суток, m·sin(i) = 2,02 M⊕. GJ 3323 c имеет период 40,54 суток, m·sin(i) = 2,31 M⊕.